# Aeonium spathulatum
Aeonium spathulatum ist eine Pflanzenart aus der Gattung Aeonium und gehört zur Familie der Dickblattgewächse (Crassulaceae).

## Beschreibung
Der stark verzweigte Halbstrauch erreicht eine Wuchshöhe zwischen 20 und 65 Zentimetern. Im Sommer werden die Blätter, bis auf die jüngsten, abgeworfen. Die Laubblätter werden zwischen 1 und 3 Zentimeter lang und sind eispatelig und mehr oder weniger flach. Sie sind fein behaart und etwas klebrig. Am Blattrand befinden sich durchscheinende Wimpern. Die Blattunterseite weist zuerst grüne, später braune, eingesenkte längliche Drüsen auf. Die Blüte besteht aus 8 bis 10 goldgelben Kronblätter.
Blütezeit ist von März bis Juni.
Die Chromosomenzahl beträgt 2n = 36.

## Vorkommen
Aeonium spathulatum wächst nur auf den Kanarischen Inseln, mit Ausnahme von Lanzarote, La Graciosa und Fuerteventura. Auf La Palma ist sie, besonders im Süden der Insel relativ häufig, auf El Hierro, La Gomera und Gran Canaria dagegen selten. Als Standort werden Mauer- und Felsspalten, vor allem in der Kiefernwaldstufe, in Höhenlagen von 800 bis 2000 Meter, bevorzugt.

## Verwendung im Garten
Die Pflanze eignet sich wegen ihrer auffallenden Blüten gut als Gartenschmuck. Sie ist freilich recht sensibel und bevorzugt höhere Lagen, besitzt aber eine gute Trockenheitsresistenz.